# Tuszynek Starościński
Tuszynek Starościński – wieś w Polsce położona w województwie łódzkim, w powiecie łódzkim wschodnim, w gminie Tuszyn.
Wieś królewska w starostwie piotrkowskim w powiecie piotrkowskim województwa sieradzkiego w końcu XVI wieku. W latach 1975–1998 miejscowość należała administracyjnie do województwa piotrkowskiego.
Zobacz też: Tuszyn